# Фантазиите на Вероника
„Фантазиите на Вероника“ (на английски: Veronica's Closet) е американски ситком, който се излъчва по NBC, започнал на 25 септември 1997 г. до 7 декември 2000 г. В сериала участва Кърсти Али в главната роля Вероника „Рони“ Чейз, управител на собствената си фирма за бельо в Ню Йорк.

## Сюжет
Преследвана от мъжете и мразена от жените, експертът по любовта и брачните отношения Вероника Чейз притежава верига от магазини за бельо плюс флиртаджия за бивш съпруг. Поредното нещо, което ѝ трябва е сексуалният тормоз на извратения ѝ колега Алек. Докато самоуверената търговска експертка Олив съветва Вероника да живее пълноценно, хитрият и неженен директор по маркетинг и публичност Пери прави всичко възможно да я провали чрез пресата. Междувременно сладкият Лео управлява бизнеса и проповядва добродетелите на любовта. За всички клюки в офиса се грижи личният асистент на Вероника Джош.

## В България
В България сериалът започва излъчване на 4 октомври 2000 г. по bTV, всеки делник от 19:30. В него участва Емил Емилов.